# Leichtathletik-Europameisterschaften 1958/4 × 100 m der Männer

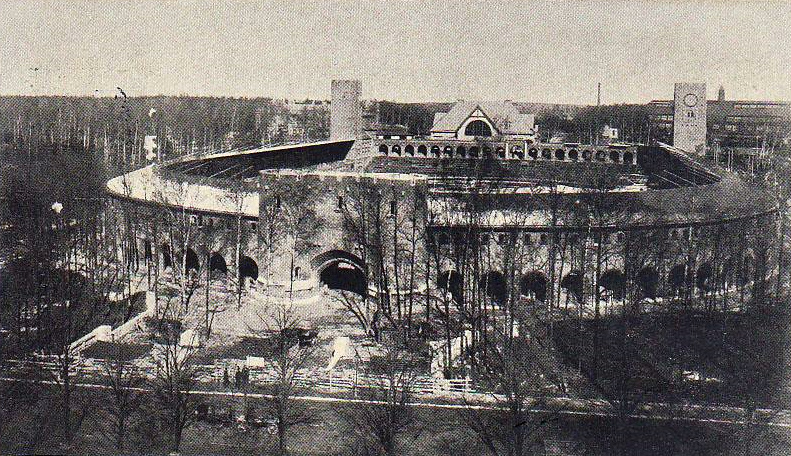
Ansichtskarte des Stockholmer Olympiastadions aus dem Jahr 1912

Die 4-mal-100-Meter-Staffel der Männer bei den Leichtathletik-Europameisterschaften 1958 wurde am 23. und 24. August 1958 im Stockholmer Olympiastadion ausgetragen.
Europameister wurde Deutschland in der Besetzung Walter Mahlendorf, Armin Hary, Heinz Fütterer und Manfred Germar.
Den zweiten Platz belegte Großbritannien mit Peter Radford, Roy Sandstrom, David Segal und Adrian Breacker.
Bronze ging an die Sowjetunion mit Boris Tokarew, Edwin Osolin, Juri Konowalow, Leonid Bartenew.

## Rekorde

### Bestehende Rekorde
| Weltrekord   | 39,5 s | USA (Ira Murchison, Leamon King, Thane Baker, Bobby Morrow)                     | OS Melbourne, Australien | 1. Dezember 1956 |
| Europarekord | 39,8 s | Sowjetunion (Leonid Bartenew, Boris Tokarew, Juri Konowalow, Wladimir Sucharew) | OS Melbourne, Australien | 1. Dezember 1956 |
| EM-Rekord    | 40,6 s | Ungarn (László Zarándi, Géza Varasdi, György Csányi, Béla Goldoványi)           | EM Bern, Schweiz         | 29. August 1954  |

### Rekordverbesserungen
Der bestehende EM-Rekord wurde verbessert und außerdem gab es einen Landesrekord
- Meisterschaftsrekord: 40,2 s – Deutschland (Walter Mahlendorf, Armin Hary, Heinz Fütterer, Manfred Germar), Finale am 24. August
- Landesrekord: 40,2 s – Großbritannien (Peter Radford, Roy Sandstrom, David Segal, Adrian Breacker), Finale am 24. August

## Vorrunde
23. August 1958, 17.50 Uhr
Die Vorrunde wurde in zwei Läufen durchgeführt. Die ersten drei Staffeln pro Lauf – hellblau unterlegt – qualifizierten sich für das Finale.

### Vorlauf 1
| Platz | Nation         | Besetzung                                                       | Zeit (s) |
| ----- | -------------- | --------------------------------------------------------------- | -------- |
| 1     | Großbritannien | Peter Radford Roy Sandstrom David Segal Adrian Breacker         | 40,9     |
| 2     | Sowjetunion    | Boris Tokarew Edwin Osolin Juri Konowalow Leonid Bartenew       | 41,1     |
| 3     | Frankreich     | Bernard Cahen Joël Caprice Constantin Lissenko Jocelyn Delecour | 41,3     |
| 4     | Polen          | Zenon Baranowski Marian Foik Andrzej Zieliński Edward Szmidt    | 41,3     |
| 5     | Schweiz        | Emil Weber Erwin Müller Hans Wehrli-Frei René Weber             | 42,0     |

### Vorlauf 2
| Platz | Nation           | Besetzung                                                           | Zeit (s) |
| ----- | ---------------- | ------------------------------------------------------------------- | -------- |
| 1     | Italien          | Pier Giorgio Cazzola Sergio D’Asnasch Livio Berruti Giorgio Mazza   | 40,9     |
| 2     | Deutschland      | Walter Mahlendorf Armin Hary Heinz Fütterer Manfred Germar          | 41,0     |
| 3     | Tschechoslowakei | Vaclav Janecek Frantisek Mikluscak Vilem Mandlik Vaclav Kynos       | 41,1     |
| DNF   | Schweden         | Per-Ove Trollsås Björn Malmroos Sven-Olof Westlund Sven-Åke Löfgren |          |
| DSQ   | Ungarn           | György Gyuricza Béla Tóth Sándor Jakabfy Béla Goldoványi            |          |

## Finale
24. August 1958, 15.55 Uhr
| Platz | Nation           | Besetzung                                                         | Zeit (s) |
| ----- | ---------------- | ----------------------------------------------------------------- | -------- |
| 1     | Deutschland      | Walter Mahlendorf Armin Hary Heinz Fütterer Manfred Germar        | 40,2 CR  |
| 2     | Großbritannien   | Peter Radford Roy Sandstrom David Segal Adrian Breacker           | 40,4 NR  |
| 3     | Sowjetunion      | Boris Tokarew Edwin Osolin Juri Konowalow Leonid Bartenew         | 40,4     |
| 4     | Tschechoslowakei | Vaclav Janecek Frantisek Mikluscak Vilem Mandlik Vaclav Kynos     | 40,7     |
| 5     | Frankreich       | Bernard Cahen Joël Caprice Constantin Lissenko Jocelyn Delecour   | 41,0     |
| DSQ   | Italien          | Pier Giorgio Cazzola Sergio D’Asnasch Livio Berruti Giorgio Mazza |          |